# Spinosatibiapalpus trinitatis
Espèce
Synonymes
- Metriopelma trinitatis Pocock, 1903
- Crypsidromus trinitatis pauciaculeis Strand, 1916

Spinosatibiapalpus trinitatis est une espèce d'araignées mygalomorphes de la famille des Theraphosidae.

## Distribution
Cette espèce est endémique de la Trinité à Trinité-et-Tobago.

## Description
Le mâle holotype mesure 18 mm.
Les mâles mesurent de 19,5 à 24,6 mm.
La femelle décrite par Sherwood, Guadanucci et Gabriel en 2021 mesure 21,7 mm.

## Systématique et taxinomie
Cette espèce a été décrite sous le protonyme Metriopelma trinitatis par Pocock en 1903. Elle est placée dans le genre Crypsidromus par Petrunkevitch en 1911, dans le genre Pseudhapalopus par Gabriel en 2016 puis dans le genre Spinosatibiapalpus par Gabriel et Sherwood en 2020.
Crypsidromus trinitatis pauciaculeis a été placée en synonymie par Gabriel et Sherwood en 2020.

## Étymologie
Son nom d'espèce lui a été donné en référence au lieu de sa découverte, la Trinité.

## Publication originale
- Pocock, 1903 : « On some genera and species of South American Aviculariidae. » Annals and Magazine of Natural History, sér. 7, vol. 11, p. 81-115 (texte intégral).